# 大橋通 (豊橋市)
大橋通（おおはしどおり）は、愛知県豊橋市の地名。現行行政地名は大橋通1丁目から3丁目。

## 地理
豊橋市中央部に位置する。東は湊町・船町・松葉町、西は南島町2丁目・絹田町・花田町、北は北島町に接する。町域は花田町・松葉町を挟んで南北2か所に分かれる。

### 学区
- 公立高等学校 - 三河学区
- 公立中学校 - 豊橋市立豊城中学校[WEB 5]
- 公立小学校 - 豊橋市立松葉小学校[WEB 5]

## 歴史

### 人口の変遷
国勢調査による人口および世帯数の推移。
| 1995年（平成7年）  | 335世帯 899人 |  |
| 2000年（平成12年） | 328世帯 821人 |  |
| 2005年（平成17年） | 342世帯 852人 |  |
| 2010年（平成22年） | 345世帯 820人 |  |
| 2015年（平成27年） | 368世帯 860人 |  |

### 沿革
- 1958年（昭和33年）9月12日 - 花田町・松葉町・上伝馬町・船町・北島町・湊町の各一部より、大橋通が成立[2]。

## 交通

### 鉄道
- JR東海道新幹線[1]
- JR東海道本線[1]
- JR飯田線[1]
- 名鉄名古屋本線[1]

### 道路
- 愛知県道388号大山豊橋停車場線（大橋通り）
- 愛知県道393号豊橋港線（大橋通り）[1]
- 国道23号（蒲郡街道）[1]

## 施設

### 大橋通1丁目
- 浄土宗清源寺[1]
- 静銀ニッセイ豊橋ビル
  - 静岡銀行豊橋支店[1]
  - 名古屋テレビ放送豊橋支局[1]
  - 東海テレビ放送三河支社
  - 中部日本放送（CBC）豊橋支社
- 中部経済新聞豊橋支局[1]
- コンフォートホテル豊橋

### 大橋通2丁目
- 愛知県信用保証協会東三河支店
- 東横イン豊橋駅東口
- ホテルルートイン豊橋駅前

- 愛知県信用保証協会東三河支店
- 東横イン豊橋駅東口
- ホテルルートイン豊橋駅前

### 大橋通3丁目
- 豊橋市立松葉小学校[1]
- 松葉校区市民館[1]
- 守下公園[1]

- 市立松葉小学校

## 出身人物
- 中村正義[3]

### WEB
1. ↑  “愛知県豊橋市の町丁・字一覧”.   人口統計ラボ. 2023年4月13日閲覧。
2. ↑  総務省統計局 (2017年1月27日). “平成27年国勢調査の調査結果(e-Stat) - 男女別人口及び世帯数 －町丁・字等” (CSV). 2021年7月21日閲覧。
3. ↑  “愛知県豊橋市の郵便番号一覧”.   日本郵便. 2023年4月13日閲覧。
4. ↑  “市外局番の一覧” (PDF).   総務省 (2022年3月1日). 2022年3月22日閲覧。
5. 1 2  豊橋市教育委員会学校教育課学事グループ (2021年3月1日). “豊橋市小・中学校通学区域早見表” (PDF).   豊橋市. 2024年11月15日閲覧。
6. ↑  総務省統計局 (2014年3月28日). “平成7年国勢調査の調査結果(e-Stat) - 男女別人口及び世帯数 －町丁・字等” (CSV). 2021年7月20日閲覧。
7. ↑  総務省統計局 (2014年5月30日). “平成12年国勢調査の調査結果(e-Stat) - 男女別人口及び世帯数 －町丁・字等” (CSV). 2021年7月20日閲覧。
8. ↑  総務省統計局 (2014年6月27日). “平成17年国勢調査の調査結果(e-Stat) - 男女別人口及び世帯数 －町丁・字等” (CSV). 2021年7月21日閲覧。
9. ↑  総務省統計局 (2012年1月20日). “平成22年国勢調査の調査結果(e-Stat) - 男女別人口及び世帯数 －町丁・字等” (CSV). 2021年7月21日閲覧。
10. ↑  総務省統計局 (2017年1月27日). “平成27年国勢調査の調査結果(e-Stat) - 男女別人口及び世帯数 －町丁・字等” (CSV). 2021年7月21日閲覧。

### 書籍
1. 1 2 3 4 5 6 7 8 9 10 11 12 13 14 15  「角川日本地名大辞典」編纂委員会 1989, p. 1785.
2. ↑  吉川利明 1976, p. 56.
3. ↑  郷土豊橋を築いた先覚者たち編集委員会 1986, p. 268.